# Lophoplusia violacea
Lophoplusia violacea là một loài bướm đêm trong họ Noctuidae.